# 北林
北林（きたばやし）は、秋田県鹿角市にある標高804mの山である。

## 概要
奥羽山脈に属する。麓に位置する国道282号沿線の大里集落では、古来から山の恵みを受けているほか、山麓にある観音堂・五所山神社・駒形神社などが代々信仰されている。
伝統行事「オシキ刈り」は、毎年8月初旬に山頂のすぐ下の斜面で行なわれている。
西側山麓には、秋田県鹿角市遺跡詳細分布調査報告書記載の
下葛岡遺跡・中ノ沢遺跡・上葛岡I遺跡・上葛岡II遺跡・上葛岡III遺跡・上葛岡IV遺跡・北の林I遺跡・北の林II遺跡・飛鳥平遺跡・大里館跡・大里遺跡・鳥居平I遺跡・
鳥居平II遺跡・歌内遺跡（縄文～中世）などの遺跡がある。